# The Haunted (album)
The Haunted è l'album di debutto della band di melodic death metal svedese The Haunted. È stato pubblicato il 23 giugno 1998 dalla casa discografica Earache Records.

## Tracce
1. Hate Song – 3:00
2. Chasm – 3:10
3. In Vein – 3:24
4. Undead – 2:10
5. Choke Hold – 3:44
6. Three Times – 2:42
7. Bullet Hole – 4:18
8. Now You Know – 3:30
9. Shattered – 3:18
10. Soul Fracture – 3:46
11. Blood Rust – 3:42
12. Forensick – 4:17

## Formazione
- Jonas Björler - basso
- Anders Björler - chitarra
- Peter Dolving - voce
- Adrian Erlandsson - batteria
- Patrick Jensen - chitarra